# Pasquale Cascella
Pasquale Cascella (Barletta, 11 marzo 1952) è un giornalista e politico italiano, sindaco di Barletta dal 2013 al 2018.

## Biografia
Nel 1975 è stato assunto al quotidiano del PCI l'Unità. È addetto stampa del presidente della Camera dei deputati, Giorgio Napolitano dal 1992 al 1994. Portavoce del presidente del consiglio Massimo D'Alema dal 1998 al 2000 e da quella data capo ufficio stampa del gruppo DS alla Camera.
È stato consigliere per la comunicazione del Presidente della Repubblica e direttore dell'ufficio stampa del Quirinale dal 2006 al 2013.
Nell'aprile 2013 con la conclusione del primo mandato da Presidente della Repubblica di Giorgio Napolitano, si candida a sindaco di Barletta sostenuto da una coalizione di centro-sinistra.
Il 10 giugno 2013, viene eletto dopo aver vinto il ballottaggio con il 62,89% delle preferenze, battendo il suo avversario Giovanni Alfarano del PdL che ha ottenuto il 37,11%.
Al primo turno aveva ottenuto il 43,68% contro il 26,88% del suo sfidante.
Viene proclamato ufficialmente sindaco il 12 giugno.
Nel 2018 ha dichiarato pubblicamente di non ricandidarsi per un secondo mandato.

## Onorificenze

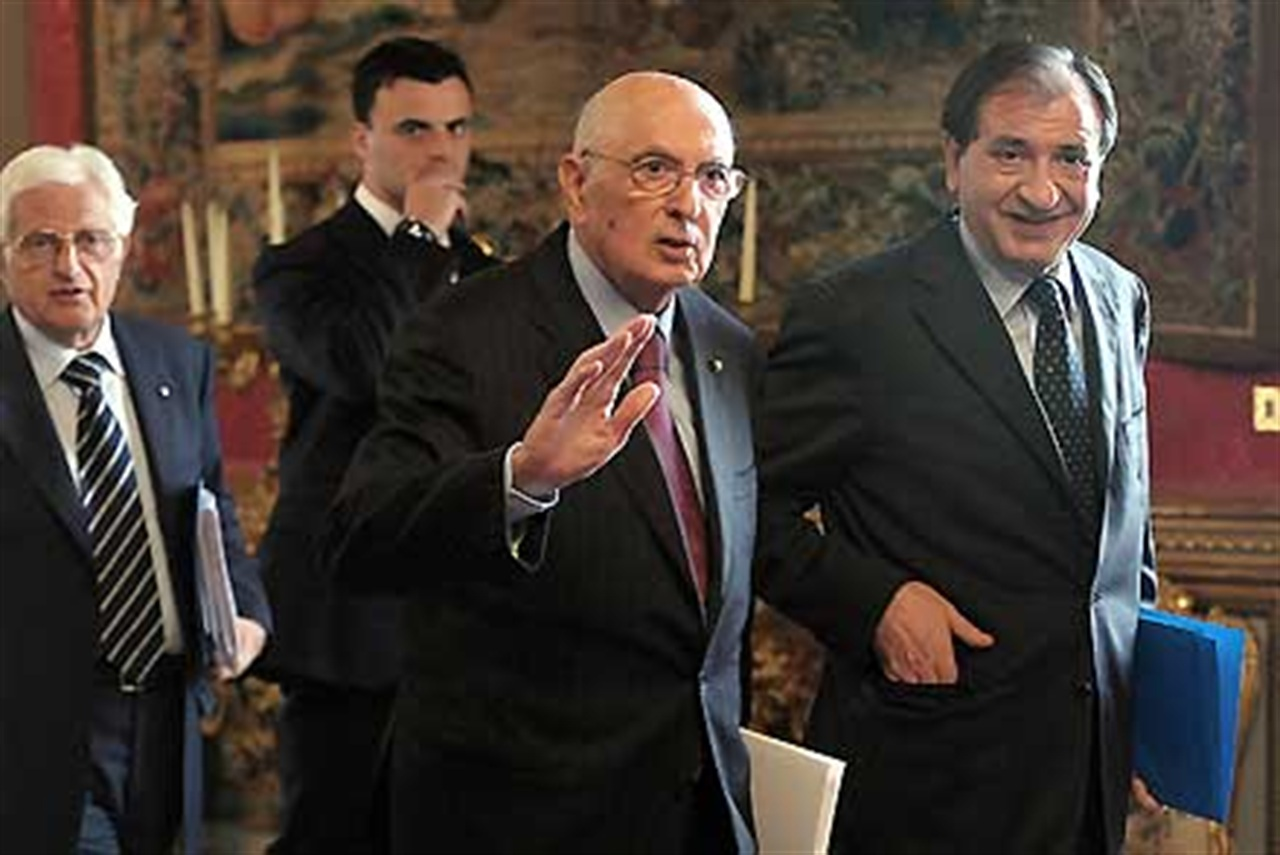
Donato Marra, Giorgio Napolitano e Pasquale Cascella